# Mars-ciklus

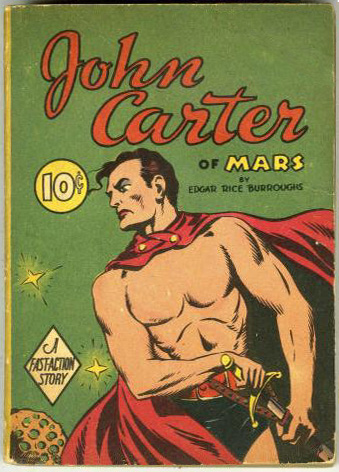
John Carter a Marson (1940)

A Mars-ciklus (más néven: Barsoom-ciklus) Edgar Rice Burroughs science fantasy regénysorozata, mely John Carter életét meséli el, aki különös körülmények között kerül a vörös bolygóra.
A sorozatot a mai napig töretlen népszerűsége miatt a huszadik század ponyvairodalmának klasszikusai között tartják számon. A Mars-ciklus olyan sci-fi-szerzőkre volt hatással, mint Ray Bradbury, Robert A. Heinlein, Jack Vance, Arthur C. Clarke és John Norman. A sorozat több űrkutatóra is hatással volt, például Carl Saganra is, aki gyerekkorában olvasta A Mars hercegnőjét.

## A sorozat részei
| Sorszám | Angol nyelven           | Folyóirat                                      | Könyvalak                 | Magyar nyelven       |
| ------- | ----------------------- | ---------------------------------------------- | ------------------------- | -------------------- |
| 1.      | A Princess of Mars      | All-Story, 1912. február–július                | McClurg, 1917. október    | A Mars hercegnője    |
| 2.      | The Gods of Mars        | All-Story, 1913. január–május                  | McClurg, 1918. szeptember | A Mars istenei       |
| 3.      | The Warlord of Mars     | All-Story, 1913. december–1914. március        | McClurg, 1919. szeptember | A Mars ura           |
| 4.      | Thuvia, Maid of Mars    | All-Story Weekly, 1916. április                | McClurg, 1920. október    | Thuvia, a Mars lánya |
| 5.      | The Chessmen of Mars    | Argosy All-Story Weekly, 1922. február–március | McClurg, 1922. november   | A Mars sakkjátékosai |
| 6.      | The Master Mind of Mars | Amazing Stories Annual, 1927. július 15.       | McClurg, 1928. március    | A Mars géniusza      |
| 7.      | A Fighting Man of Mars  | Blue Book, 1930. április–szeptember            | Metropolitan, 1931. május | A Mars katonája      |

### További kötetek
- Swords of Mars (1934)
- Synthetic Men of Mars (1939)
- Llana of Gathol (1941)
- John Carter of Mars (1964)[1]

## Magyar kiadások
Magyarországon először az 1920-as években a Fővárosi Könyvkiadó jelentette meg a sorozat első 4 kötetét. Az Ifjúsági Lapkiadó Vállalat 1990 és 1992 között szintén az első négy regényt adta ki. Az ötödik rész, A Mars sakkjátékosai 1995-ben az InfoGroup gondozásában jelent meg. 2012–2013-ban a Szukits Könyvkiadó A Mars hercegnője mellett A Mars géniusza (6. rész) és A Mars katonája (7. rész) köteteket adta ki.

### Fordítások
- Mars istenei; ford. Havas József; Fővárosi, Bp., 191?
- A Mars hercegnője; ford. Géresi Vendel; Fővárosi, Bp., 1917 után
- Mars hadura; ford. Havas József; Fővárosi, Bp., 192? (A fantázia mesterei)
- Thuvia, a Mars leánya; ford. Havas József; Fővárosi, Bp., 1928
- A Mars hercegnője; ford. Kádár Tamás; ILKV, Bp., 1990
- A Mars ura; ford. Kádár Tamás; ILKV, Bp., 1991
- A Mars istenei; ford. Bezeczky Gábor; ILKV, Bp., 1991
- Thuvia, a Mars lánya; ford. Kádár Tamás; ILKV, Bp., 1992
- A Mars sakkjátékosai; ford. Kádár Tamás; InfoGroup, Bp., 1995
- A Mars hercegnője. A Mars-ciklus 1. része; ford. Szántai Zsolt; Szukits, Szeged, 2012
- A Mars géniusza. A Mars-ciklus 6. része; ford. Habony Gábor; Szukits, Szeged, 2012
- A Mars katonája. A Mars-ciklus 7. része; ford. Habony Gábor; Szukits, Szeged, 2013

## Képgaléria

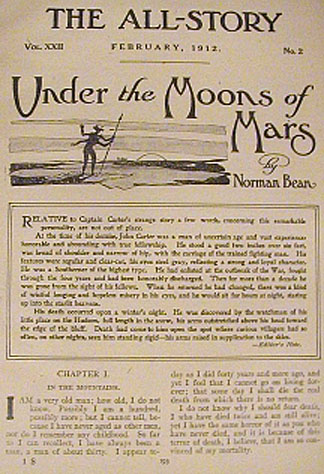
A Princess of Mars (1912)
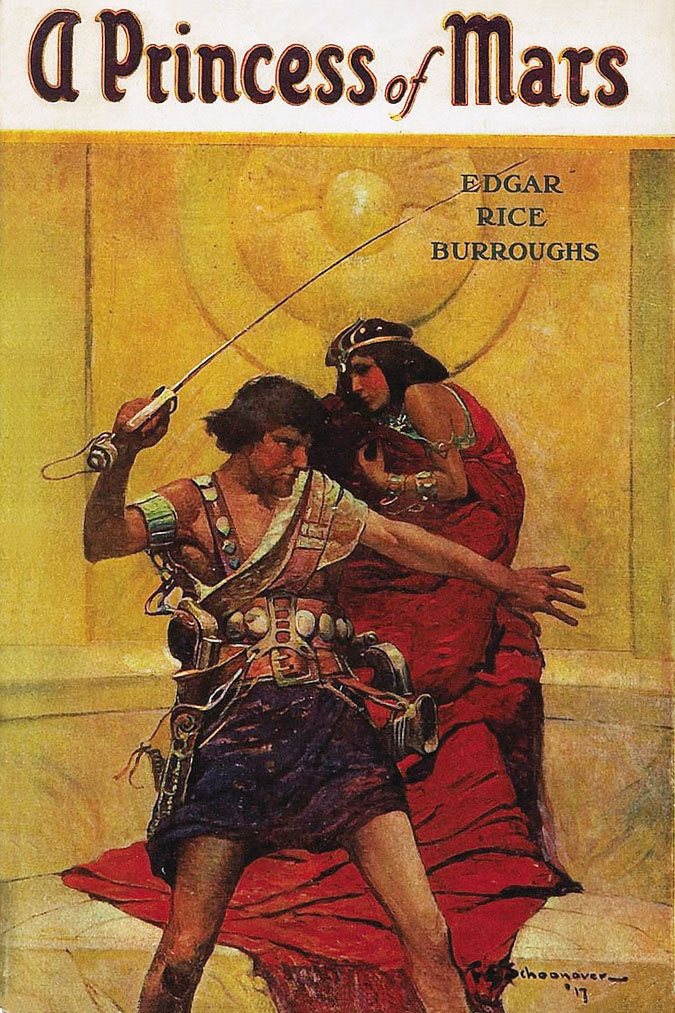
A Mars hercegnője (1917)
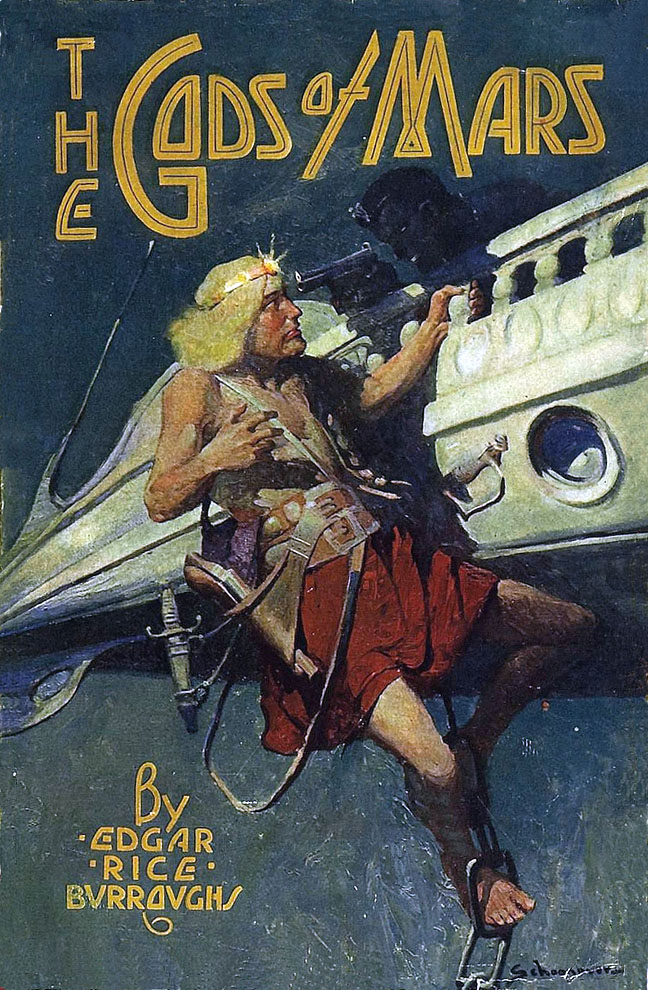
The Gods of Mars (1918)
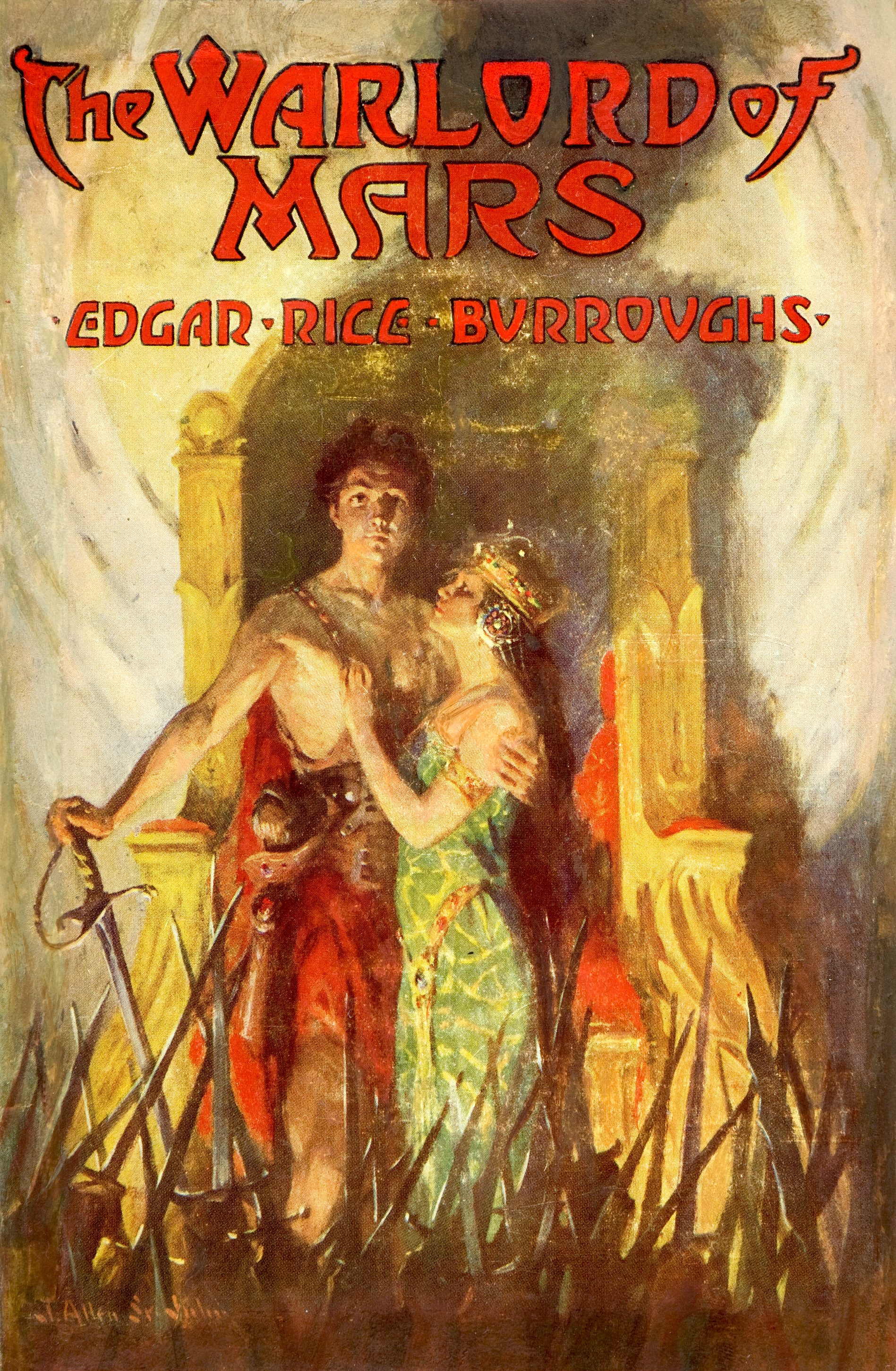
The Warlord of Mars (1919)
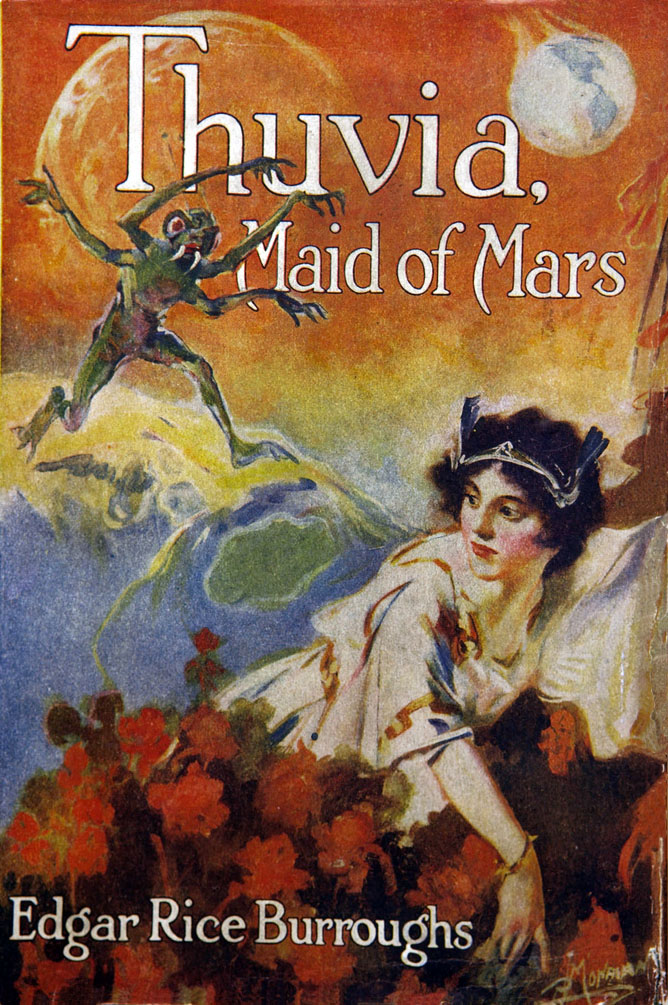
Thuvia, Maid of Mars (1920)
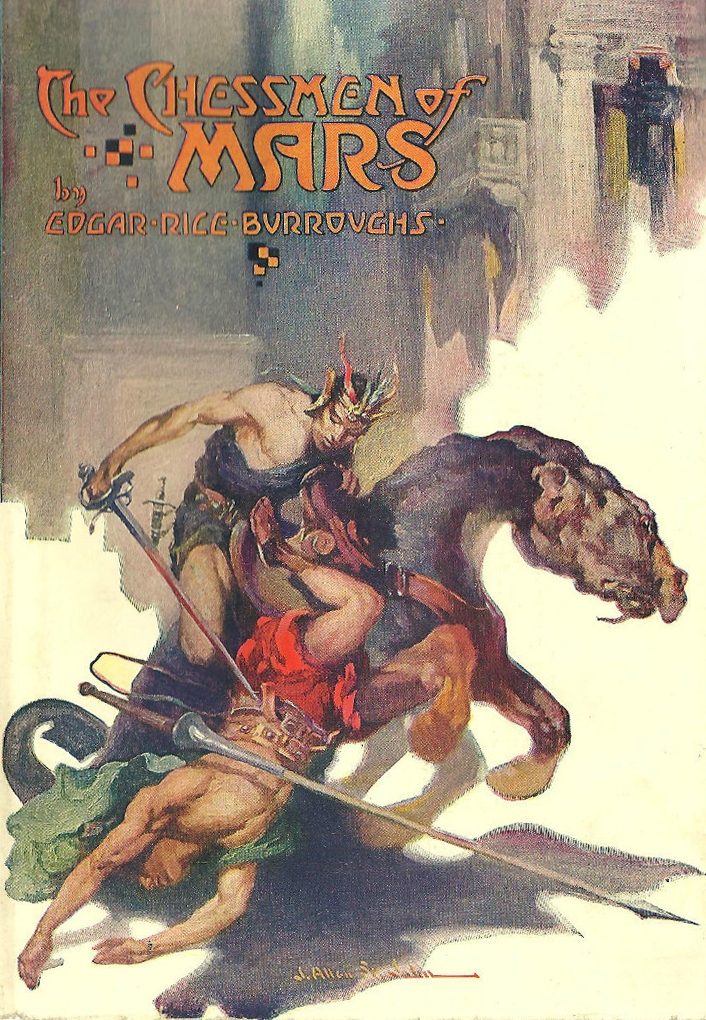
The Chessmen of Mars (1922)
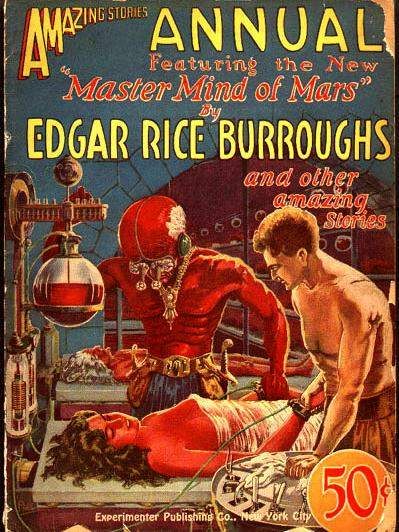
Amazing Stories Annual (1927)
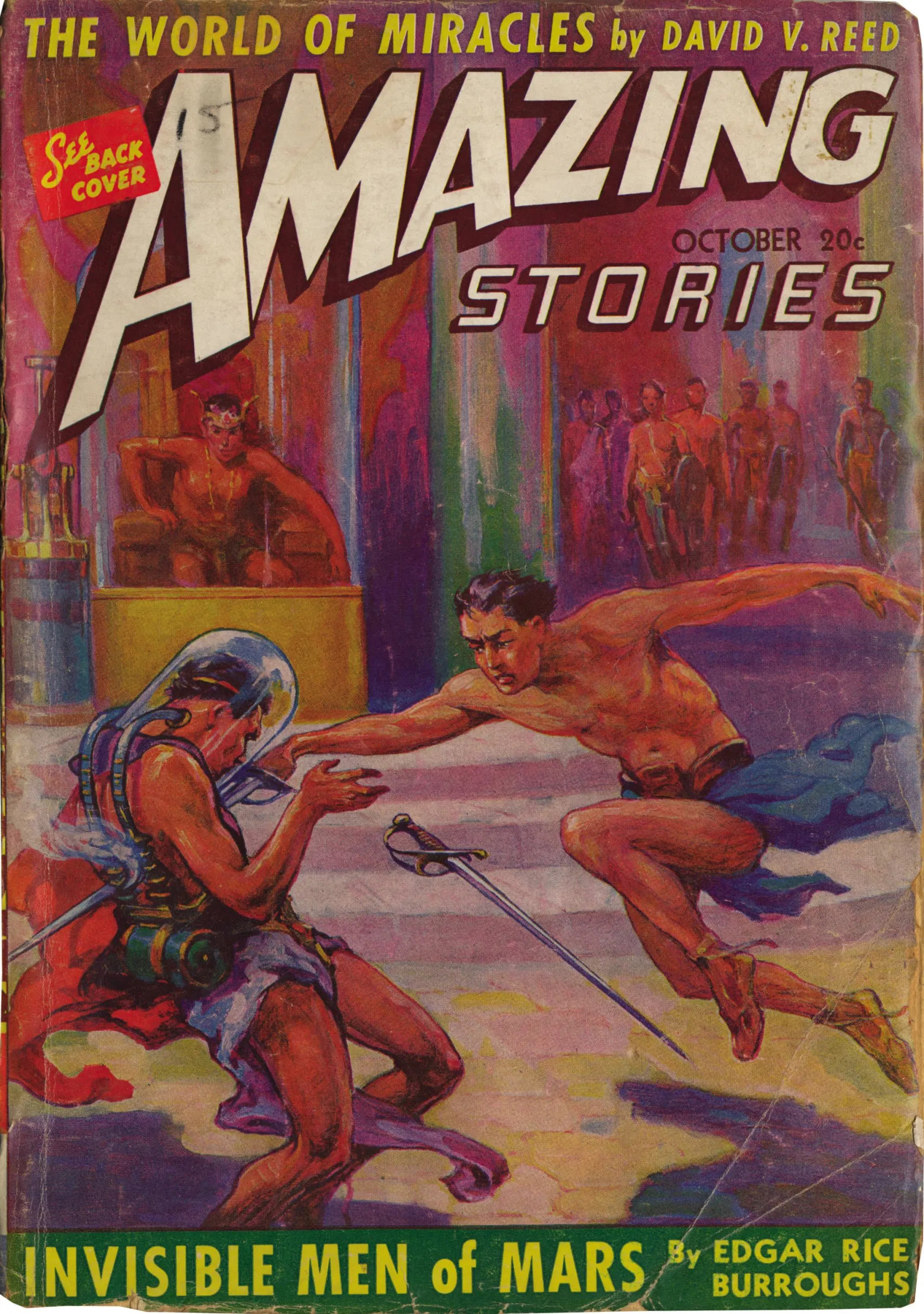
Invisible men of Mars - az Amazing Stories címlapján (1941)
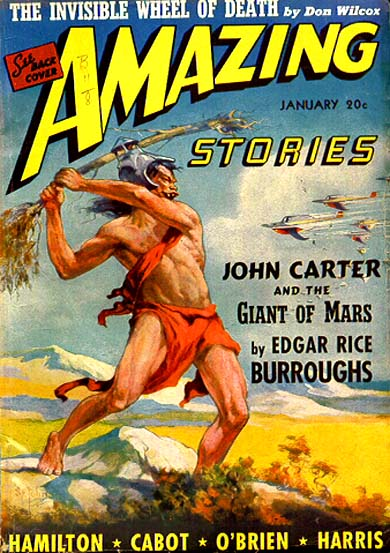
John Carter and the Giant of Mars (1941)
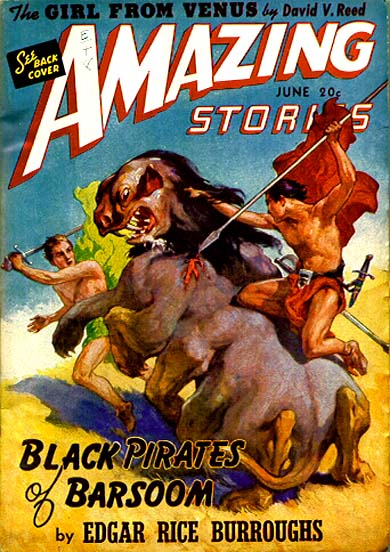
The Black Pirates of Barsoom (1941)